# Кодзіма Такафумі
Кодзіма Такафумі (лат. 崇史 小島; нар. 29 серпня 1983) — японський борець вільного стилю, триразовий бронзовий призер чемпіонатів Азії, срібний та бронзовий призер Азійських ігор.

## Життєпис
Боротьбою почав займатися з 1999 року. 
Виступав за борцівський клуб Японського університету спортивної науки, Префектура Канаґава. Тренер — Адачі Такумі.

## Спортивні результати на міжнародних змаганнях

### Виступи на Чемпіонатах світу
| Змагання                        | Збірна | Вагова категорія          | Місце |
| ------------------------------- | ------ | ------------------------- | ----- |
| Чемпіонат світу з боротьби 2006 | Японія | вільна боротьба, до 66 кг | 15    |
| Чемпіонат світу з боротьби 2015 | Японія | вільна боротьба, до 70 кг | 16    |

### Виступи на Чемпіонатах Азії
| Змагання                       | Збірна | Вагова категорія          | Місце  |
| ------------------------------ | ------ | ------------------------- | ------ |
| Чемпіонат Азії з боротьби 2004 | Японія | вільна боротьба, до 60 кг | 7      |
| Чемпіонат Азії з боротьби 2005 | Японія | вільна боротьба, до 60 кг | Бронза |
| Чемпіонат Азії з боротьби 2006 | Японія | вільна боротьба, до 66 кг | 5      |
| Чемпіонат Азії з боротьби 2011 | Японія | вільна боротьба, до 66 кг | 5      |
| Чемпіонат Азії з боротьби 2012 | Японія | вільна боротьба, до 74 кг | Бронза |
| Чемпіонат Азії з боротьби 2015 | Японія | вільна боротьба, до 70 кг | Бронза |

### Виступи на Азійських іграх
| Змагання           | Збірна | Вагова категорія          | Місце  |
| ------------------ | ------ | ------------------------- | ------ |
| Азійські ігри 2006 | Японія | вільна боротьба, до 66 кг | Срібло |
| Азійські ігри 2014 | Японія | вільна боротьба, до 70 кг | Бронза |

### Виступи на інших змаганнях
| Змагання                                         | Збірна | Вагова категорія          | Місце  |
| ------------------------------------------------ | ------ | ------------------------- | ------ |
| Чемпіонат світу з боротьби серед студентів 2004  | Японія | вільна боротьба, до 60 кг | 6      |
| Золотий Гран-прі з боротьби 2010 (Баку)          | Японія | вільна боротьба, до 66 кг | 15     |
| Відкритий міжнародний турнір «Sunkist Kids» 2010 | Японія | вільна боротьба, до 66 кг | Золото |
| Меморіал Вацлава Циолковського 2014              | Японія | вільна боротьба, до 70 кг | Бронза |